# Pavel Dan
Pavel Dan (n. 3 septembrie 1907, Clapa, comitatul Turda – d. 2 august 1937, Cluj) a fost un scriitor român, reprezentat al transilvanismului literar.

## Biografie

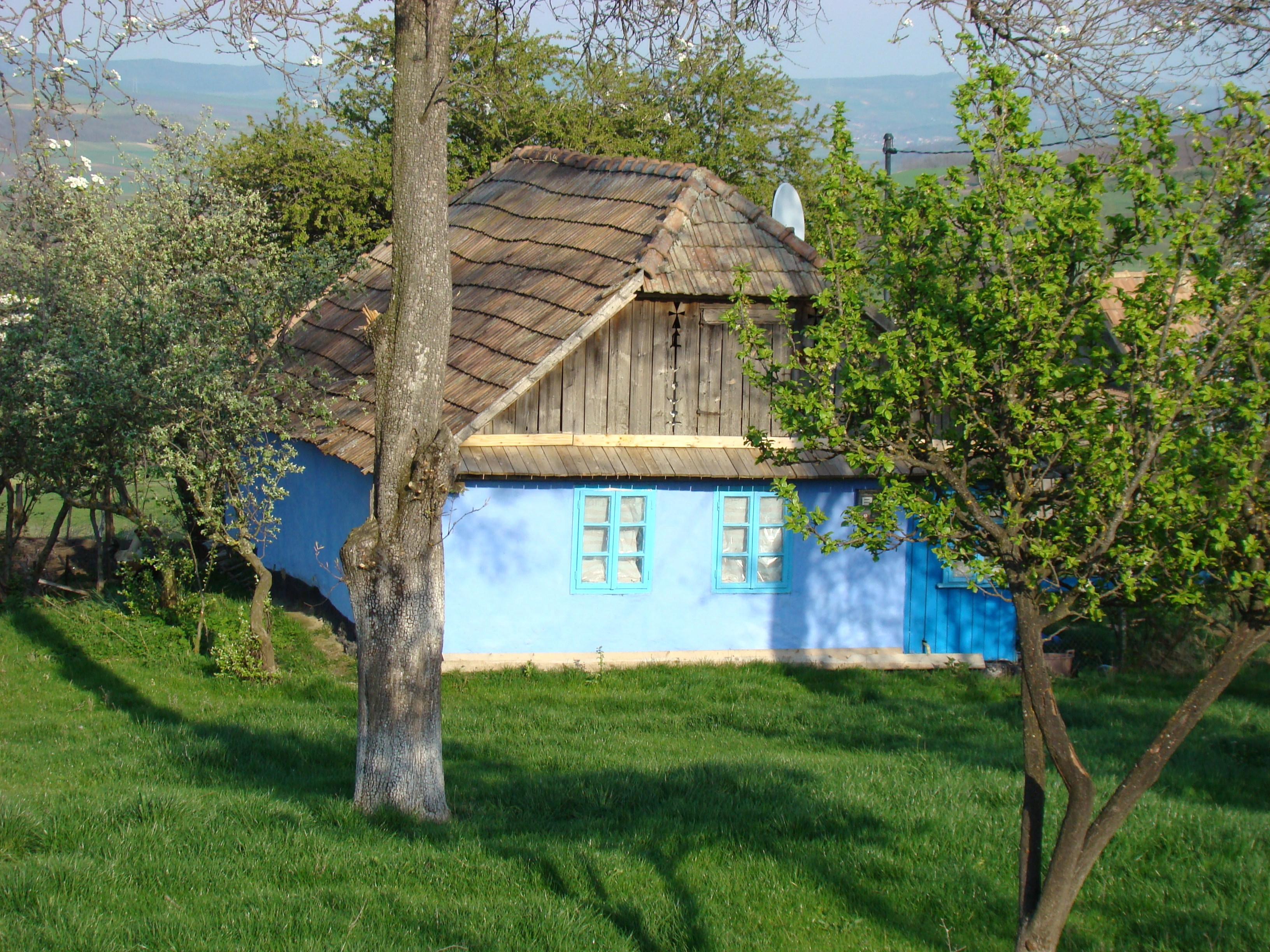
Casa natală din satul Clapa

Pavel Dan s-a născut la 3 septembrie 1907 în localitatea Clapa. Fiu de țărani, a fost elev al „Liceului Regele Ferdinand” din Turda (azi Colegiul Național Mihai Viteazul).
După terminarea Facultății de Litere a Universității din Cluj, a funcționat câțiva ani ca profesor la Liceul de Băieți din Blaj, timp în care se îmbolnăvește de cancer. Este spitalizat la o clinică din Cluj. Pleacă la Viena, dar boala se agravează. Revine în țară și moare în clinica Sturdza din Cluj la data de 2 august 1937, la vârsta de numai 30 ani. Necrologul a fost rostit de Ion Agârbiceanu.

## Activitatea literară
Conducător al grupului literar al liceului (grup care a editat în 1925 propria revistă „Fire de tort”), scrie de timpuriu, tratând subiecte inspirate din viața aspră a țăranului român transilvan. Este un prozator înzestrat cu un robust talent litarar. Pe patul clinicii din Cluj scrie nuvela „Iobagii”, care obține premiul I la concursul literar organizat de ziarul clujean „România Nouă”. După decesul său, i se publică colecția de nuvele în volumul „Urcan Bătrânul”. Talentul său a fost asemănat cu cel al scriitorilor Ion Slavici, Ion Agârbiceanu și Liviu Rebreanu. Este unul din reprezentanții cei mai importanți ai transilvanismului literar românesc.

## În memoria lui Pavel Dan
- Sculptorul clujean Virgil Fulicea i-a lucrat bustul, așezat în fața fostului „Liceu Regele Ferdinand” din Turda (azi Colegiul Național Mihai Viteazul din Turda).
- Un alt bust al scriitorului se află in fața Liceului Teoretic „Pavel Dan” din Câmpia Turzii.
- În memoria sa, fosta str. Liceului (înainte str. Tăbăcarului) din Turda a fost denumită strada Pavel Dan.
- Cenaclul literar din Turda îi poartă numele.
- Pe peretele casei sale natale se află inscripția: „De aici a plecat scriitorul Pavel Dan”.
- „Dicționarul Enciclopedic” vol. II, D-G (Editura Enciclopedică, București, 1996) îl prezintă în felul următor pe Pavel Dan: Prozator român. Nuvele realist-fanstastice urmărind, într-o viziune lucidă, declinul satului arhaic transilvan („Urcan Bătrânul”).

## Ediții în limbi străine
- es  Cuentos transilvanos, El Nadir ediciones, 2007. ISBN 978-84-936744-2-7
- fr  Le Père Urcan, Jean Vigneau, Marseille (Marsilia), 1945. Traducere și prefață de Eugène Ionesco.
- hu  Üres a fészek (Zborul de la cuib), traducere în limba maghiară de Öváry-Óss József, Európa Könyvkiadó, Budapest, 1959.[3]

## Galerie de imagini

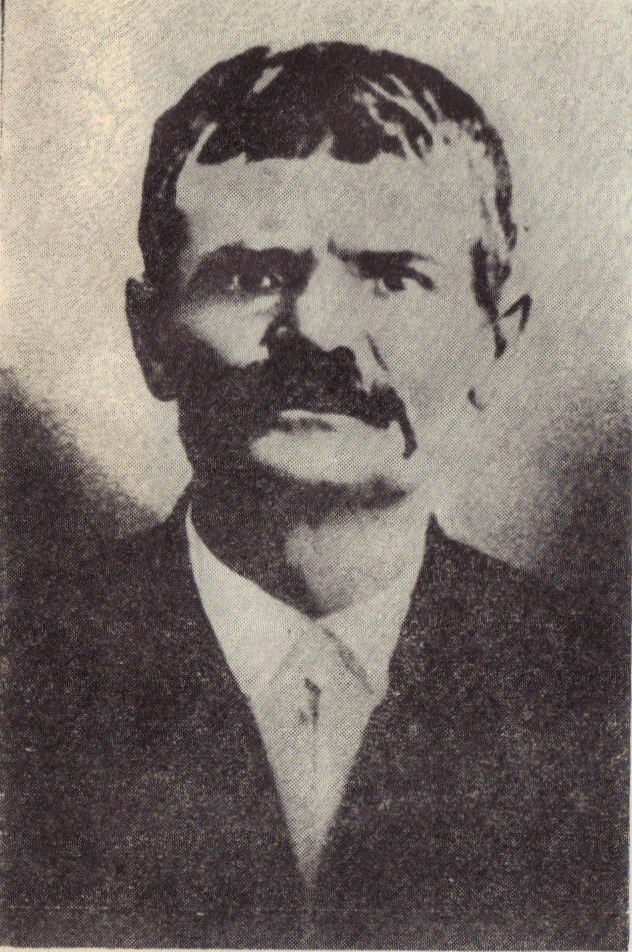
Simion Dan, tatăl scriitorului
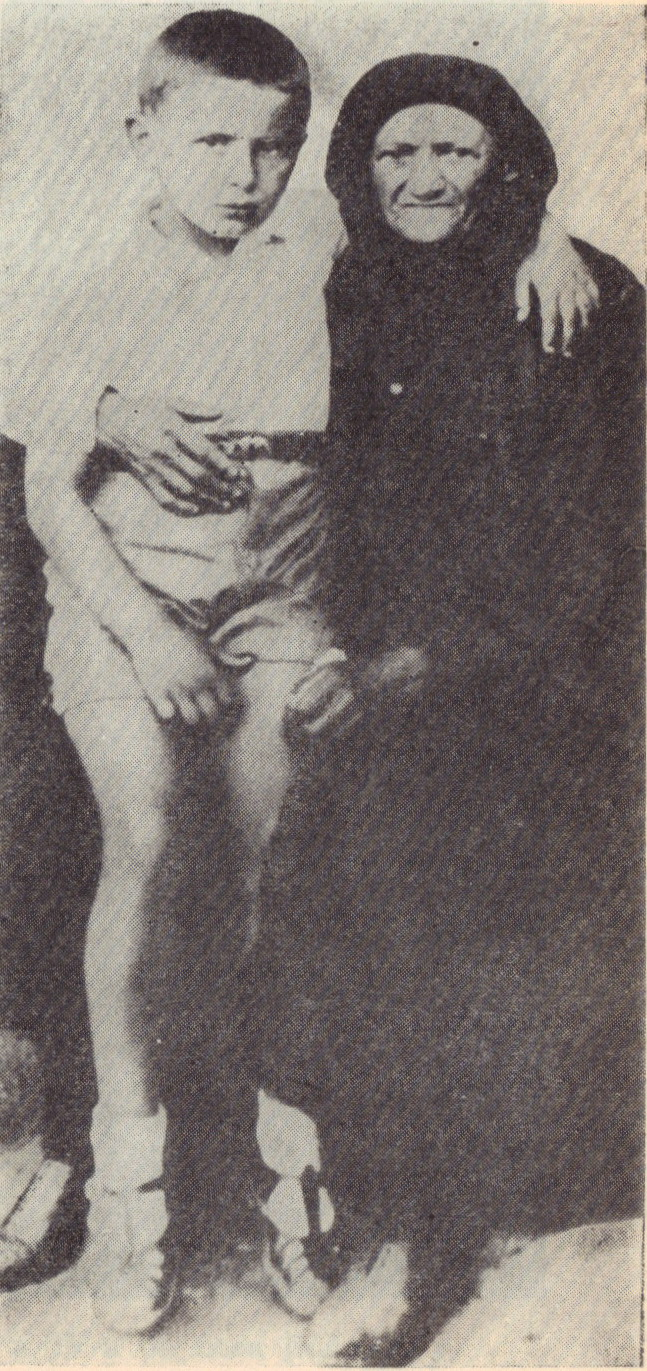
Nastasia Dan, mama scriitorului, cu fiul acestuia, Sergiu Pavel Dan
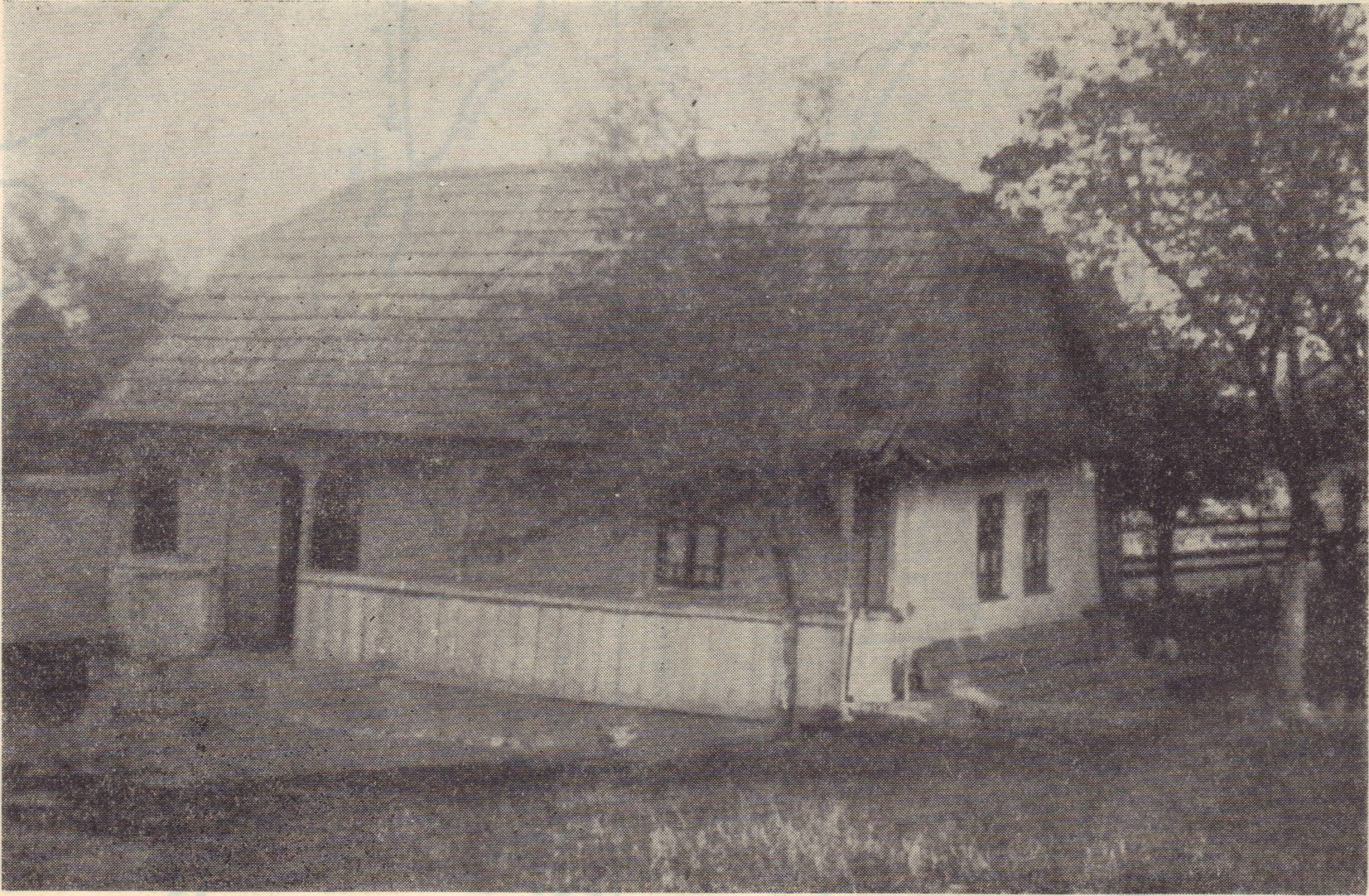
Casa părintească a scriitorului Pavel Dan
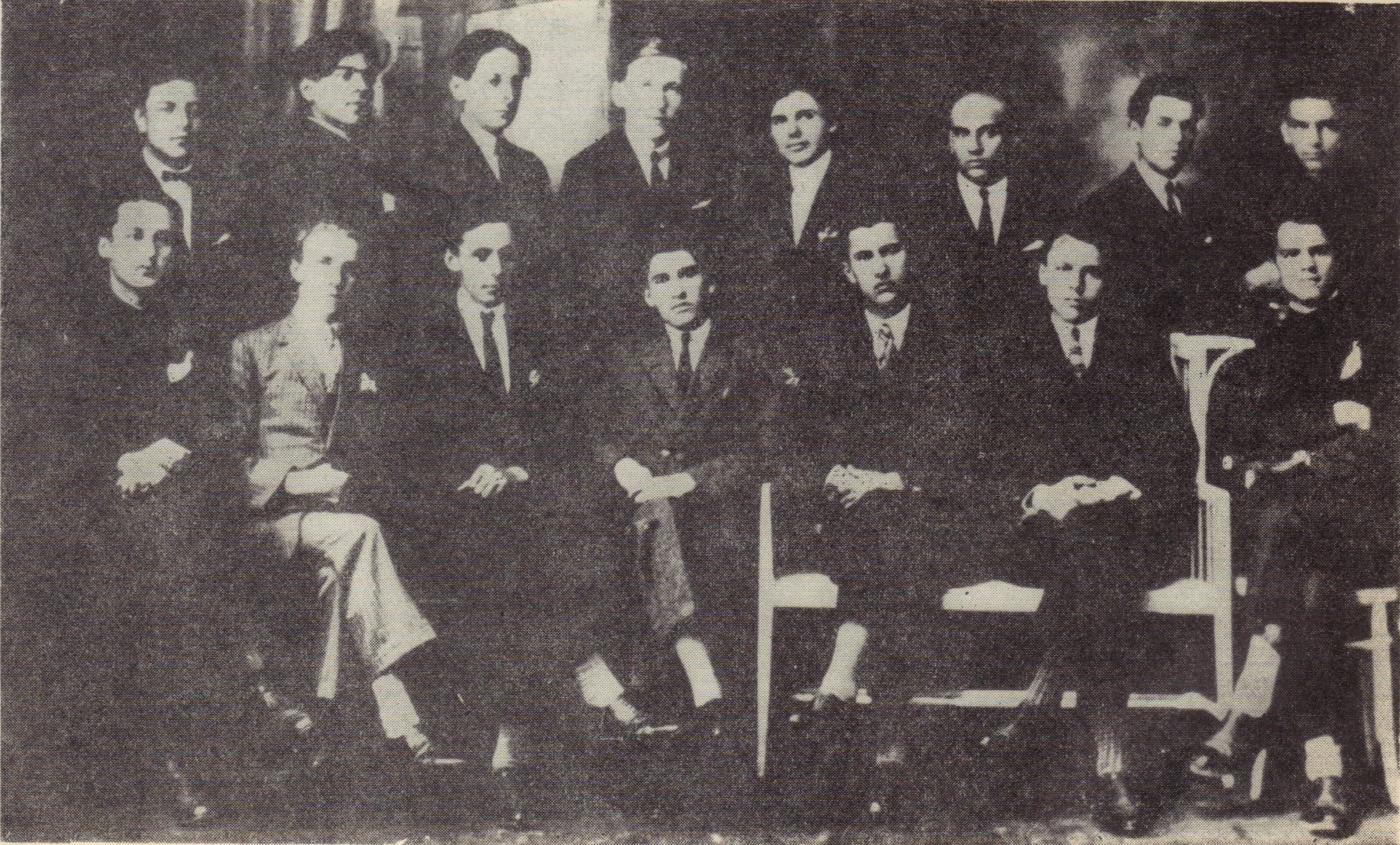
Comitetul de conducere al societății de lectură „Titu Maiorescu” de la Liceul din Turda, anul 1925-1926. Pavel Dan, jos, în dreapta.
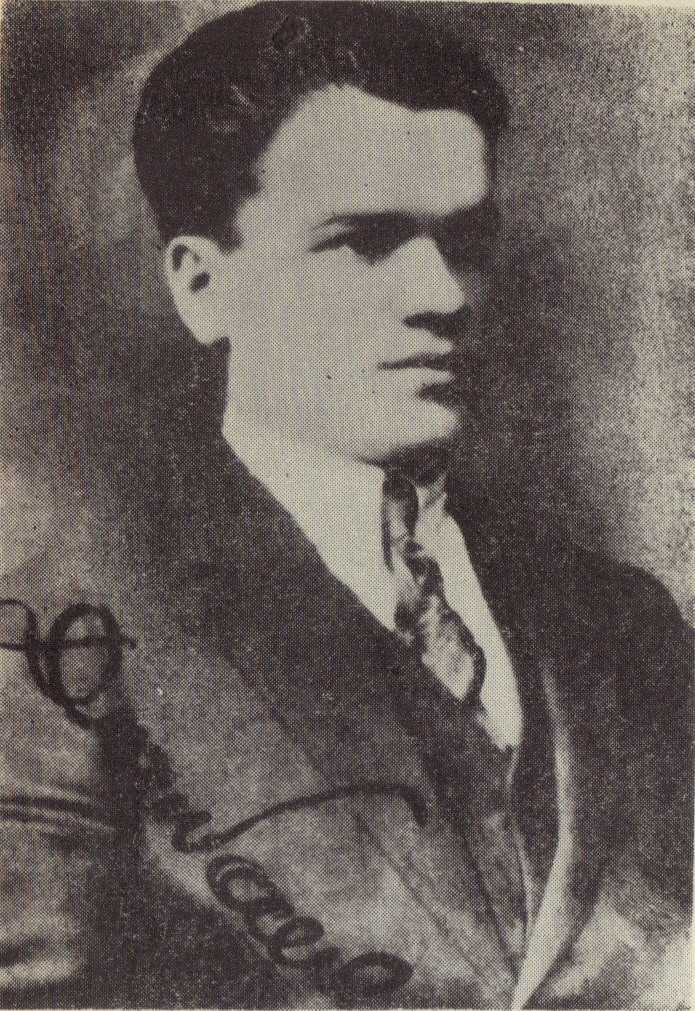
Pavel Dan în 1927
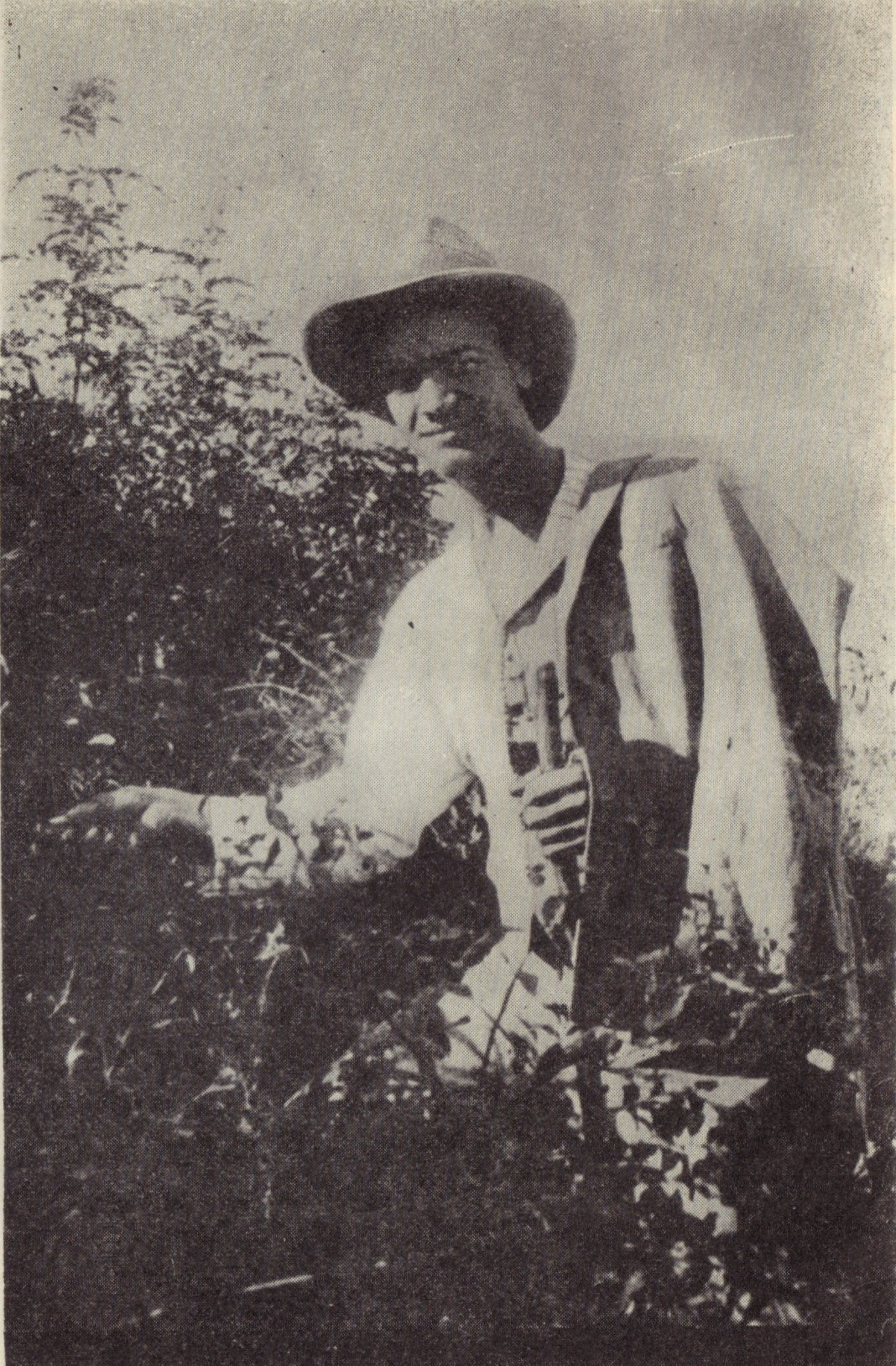
Pavel Dan la țară (1934)
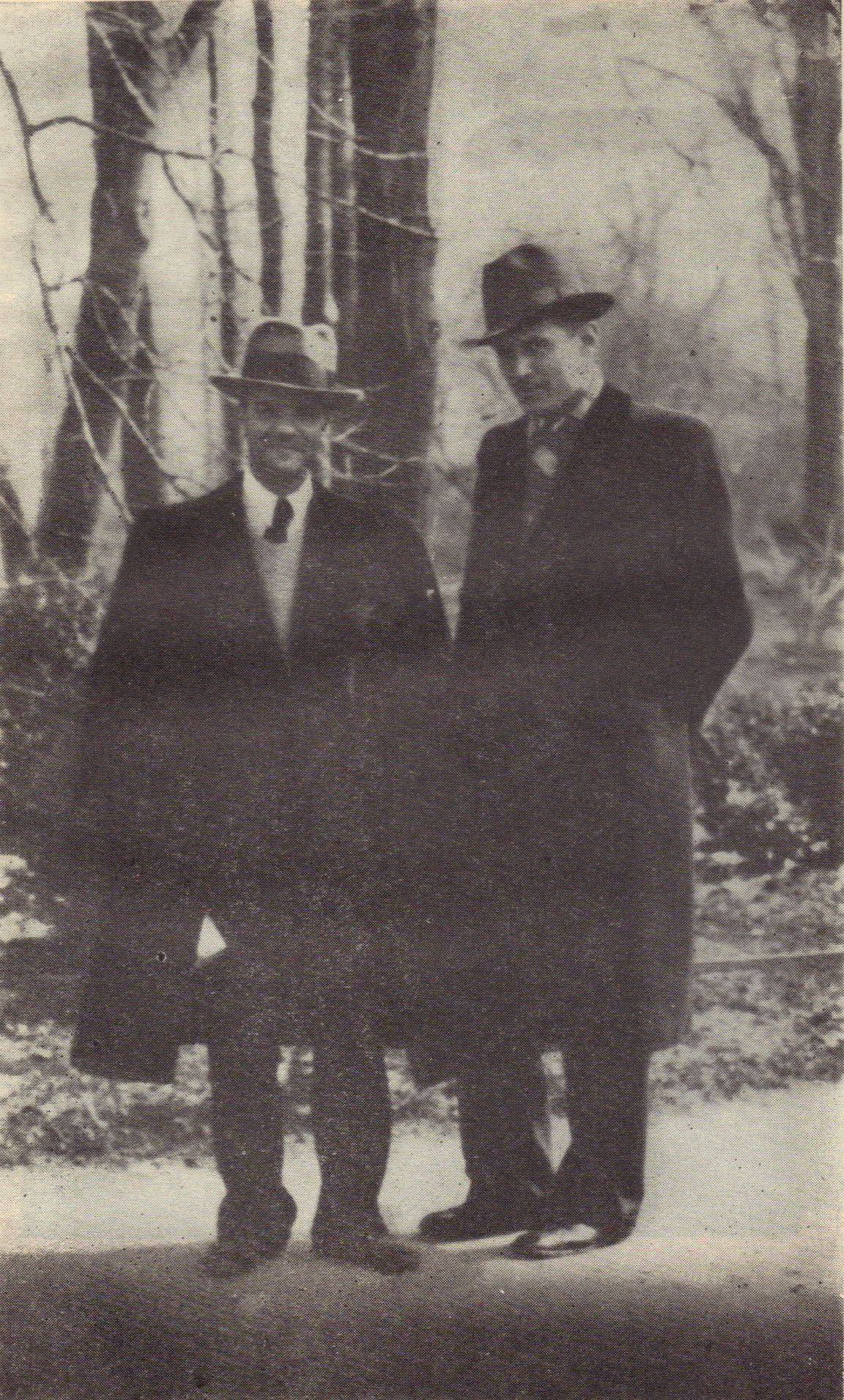
Cu Emil Pintican în Cișmigiu în timpul examenului de capacitate (1935)
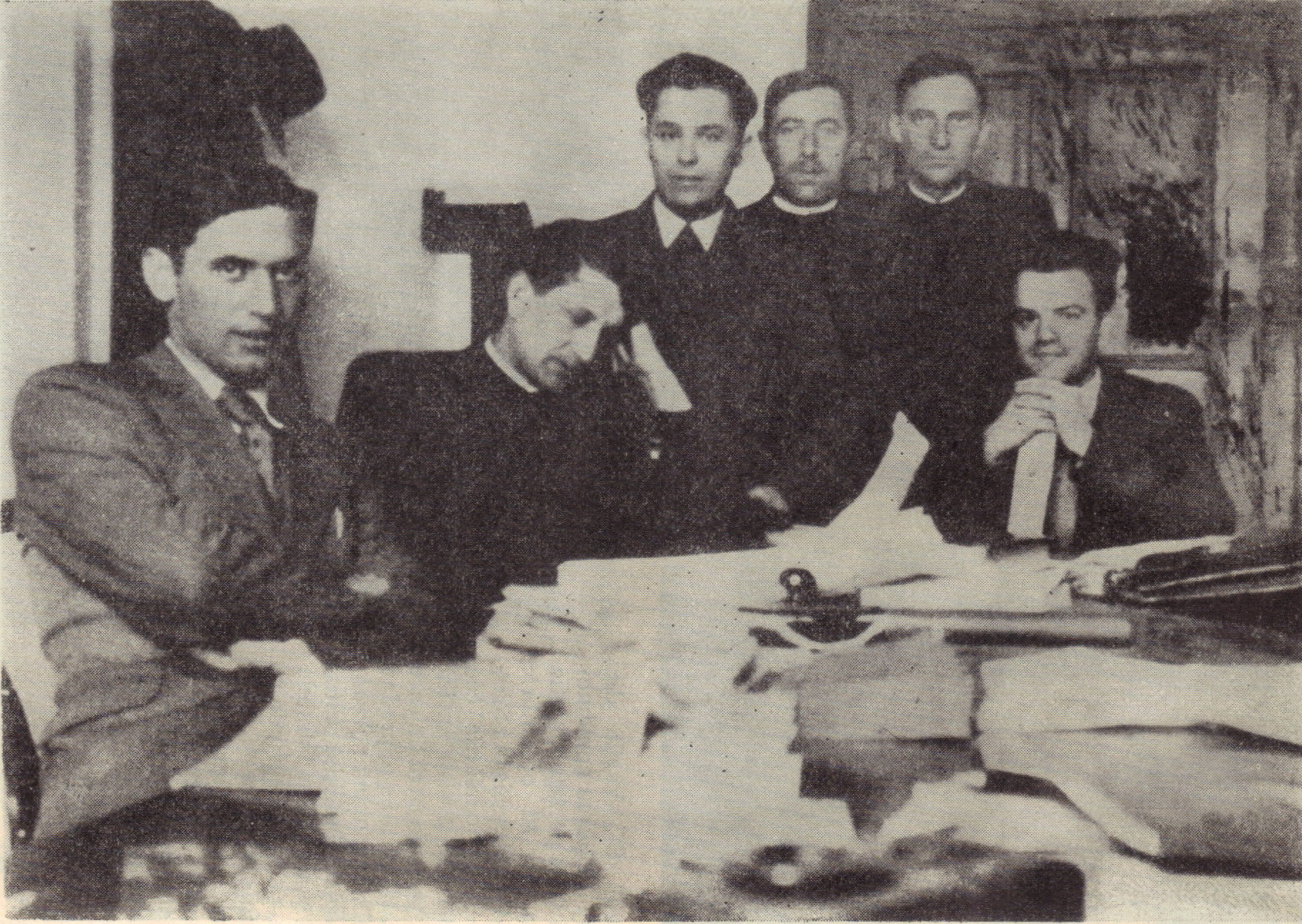
Comitetul de redacție al revistei Blajul. De la stânga la dreapta: E. Pintican, V. Stanciu, I. Covrig-Nonea, N. Comșa, F. Pop, Pavel Dan
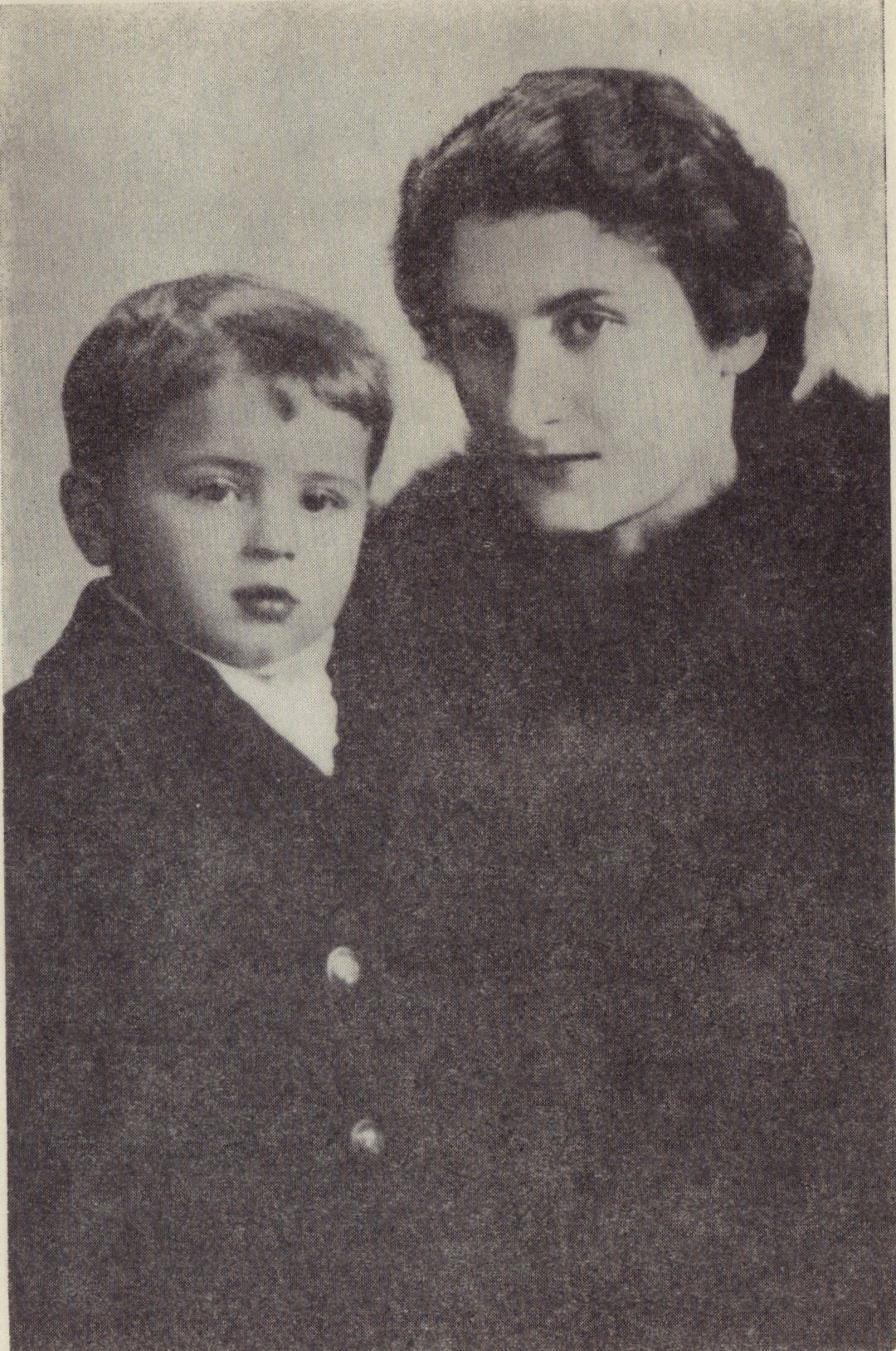
Georgina Dan-Morariu cu Sergiu Pavel Dan (1938)
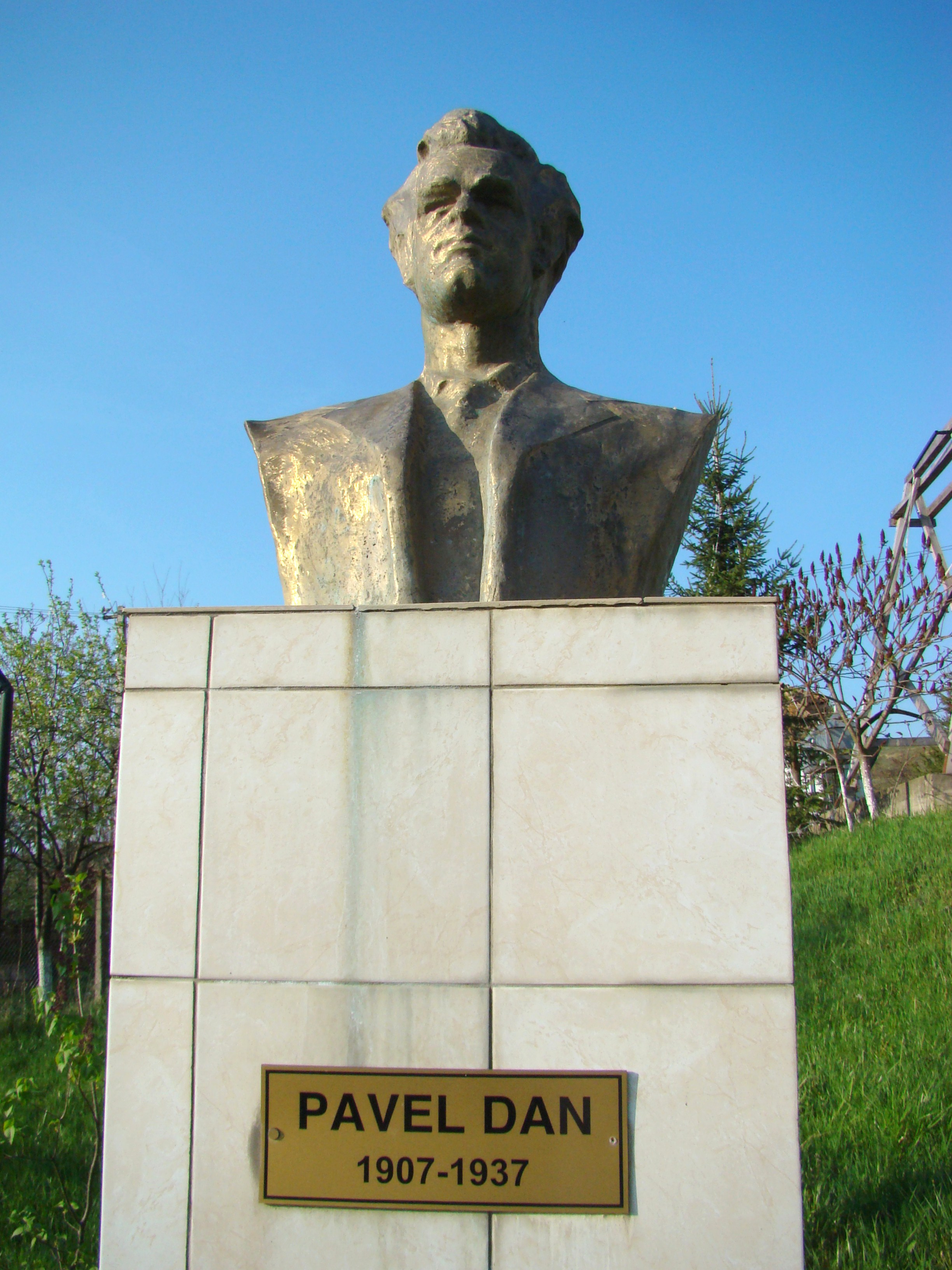
Bustul lui Pavel Dan din Tritenii de Jos, județul Cluj
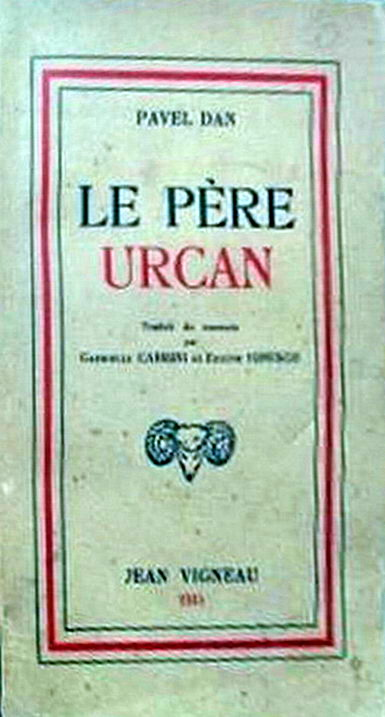
Coperta cărții Le Père Urcan (Urcan bătrânul) tradusă de Eugen Ionescu în limba franceză (Marsilia, 1945)

## Vezi și
- Grupul statuar Teodor Murășanu - Pavel Dan

## Legături externe
- Despre scriitorul Pavel Dan
- Biobibliografie pe site-ul Bibliotecii Județene Octavian Goga Arhivat în 7 august 2009, la Wayback Machine.
- Centenarul Pavel Dan 1907-2007 Arhivat în 8 noiembrie 2011, la Wayback Machine.